# Rúben Filipe Oliveira Nunes
Rúben Filipe Oliveira Nunes (sinh ngày 15 tháng 4 năm 1992) là một cầu thủ bóng đá người Bồ Đào Nha thi đấu cho C.D. Pinhalnovense ở vị trí hậu vệ.

## Sự nghiệp câu lạc bộ
Vào ngày 26 tháng 10 năm 2016, Nunes có màn ra mắt cho Cova da Piedade trong trận đấu tại Cúp Liên đoàn bóng đá Bồ Đào Nha 2016–17 trước Arouca.